# Mistrovství Evropy v ledním hokeji žen 1995
Mistrovství Evropy v ledním hokeji žen 1995 bylo rozděleno do dvou výkonnostních skupin. Účast v elitní skupině si zajistilo prvních pět družstev skupiny A a vítěz skupiny B z předchozího Mistrovství Evropy. Zbývající družstva byla zařazena do skupiny B. Bylo zachováno pravidlo pro postupy a sestupy, kdy v následujícím ročníku první družstvo skupiny B nahradí poslední družstvo skupiny A.

## Skupina A
Turnaj skupiny A se konal od 20. do 25. března 1995 v Rize v Lotyšsku. Oproti předchozímu mistrovství byl opuštěn systém skupin a zápasů o pořadí a družstva se střetla v jedné skupině jednokolově každé s každým, přičemž výsledná tabulka určila konečné pořadí. Vítězství si připsali hráčky Finska před hráčkami Švédska a hráčkami Švýcarska.
|    | Skupina A | Finsko | Švédsko | Švýcarsko | Norsko | Německo | Lotyšsko | V | R | P | VG | OG | B  |
| 1. | Finsko    | ***    | 9:0     | 10:0      | 12:0   | 13:2    | 17:0     | 5 | 0 | 0 | 61 | 2  | 10 |
| 2. | Švédsko   | 0:9    | ***     | 7:0       | 5:0    | 7:1     | 8:0      | 4 | 0 | 1 | 27 | 10 | 8  |
| 3. | Švýcarsko | 0:10   | 0:7     | ***       | 2:0    | 6:2     | 3:1      | 3 | 0 | 2 | 11 | 20 | 6  |
| 4. | Norsko    | 0:12   | 0:5     | 0:2       | ***    | 5:1     | 2:0      | 2 | 0 | 3 | 7  | 20 | 4  |
| 5. | Německo   | 2:13   | 1:7     | 2:6       | 1:5    | ***     | 5:4      | 1 | 0 | 4 | 11 | 35 | 2  |
| 6. | Lotyšsko  | 0:17   | 0:8     | 1:3       | 0:2    | 4:5     | ***      | 0 | 0 | 5 | 5  | 35 | 0  |

Šesté Lotyšsko sestoupilo do skupin B.

## Skupina B
Turnaj skupiny B se konal od 27. do 31. března 1995 v Esbjergu, Gentofte a Odense v Dánsku. Osm účastníků hrálo ve dvou skupinách jednokolově každý s každým, poté se stejně umístěná družstva v obou skupinách střetla o pořadí. Vítězství si připsali hráčky Ruska, které si tak zajistily postup do skupiny A.

### Základní skupiny
|     | Skupina A      | Dánsko | Slovensko | Nizozemsko | Velká Británie | V | R | P | VG | OG | B |
| A1. | Dánsko         | ***    | 3:1       | 6:0        | 14:1           | 3 | 0 | 0 | 23 | 2  | 6 |
| A2. | Slovensko      | 1:3    | ***       | 4:4        | 4:1            | 1 | 1 | 1 | 9  | 8  | 3 |
| A3. | Nizozemsko     | 0:6    | 4:4       | ***        | 7:2            | 1 | 1 | 1 | 11 | 12 | 3 |
| A4. | Velká Británie | 1:14   | 1:4       | 2:7        | ***            | 0 | 0 | 3 | 4  | 25 | 0 |
|     | Skupina B      | Rusko  | Česko     | Francie    | Ukrajina       | V | R | P | VG | OG | B |
| B1. | Rusko          | ***    | 8:1       | 15:0       | 14:0           | 3 | 0 | 0 | 37 | 1  | 6 |
| B2. | Česko          | 1:8    | ***       | 7:2        | 7:1            | 2 | 0 | 1 | 15 | 11 | 4 |
| B3. | Francie        | 0:15   | 2:7       | ***        | 7:1            | 1 | 0 | 2 | 9  | 23 | 2 |
| B4. | Ukrajina       | 0:14   | 1:7       | 1:7        | ***            | 0 | 0 | 3 | 2  | 28 | 0 |

### Finále a zápasy o umístění
|    | Finále         | Rusko          | Dánsko     |
| 1. | Rusko          | ***            | 4:0        |
| 2. | Dánsko         | 0:4            | ***        |
|    | o 3. místo     | Česko          | Slovensko  |
| 3. | Česko          | ***            | 7:1        |
| 4. | Slovensko      | 1:7            | ***        |
|    | o 5. místo     | Francie        | Nizozemsko |
| 5. | Francie        | ***            | 4:3        |
| 6. | Nizozemsko     | 3:4            | ***        |
|    | o 7. místo     | Velká Británie | Ukrajina   |
| 7. | Velká Británie | ***            | 2:0        |
| 8. | Ukrajina       | 0:2            | ***        |

## Postup na mistrovství světa
Na mistrovství světa se v tomto roce nepostupovalo.